# Vairano

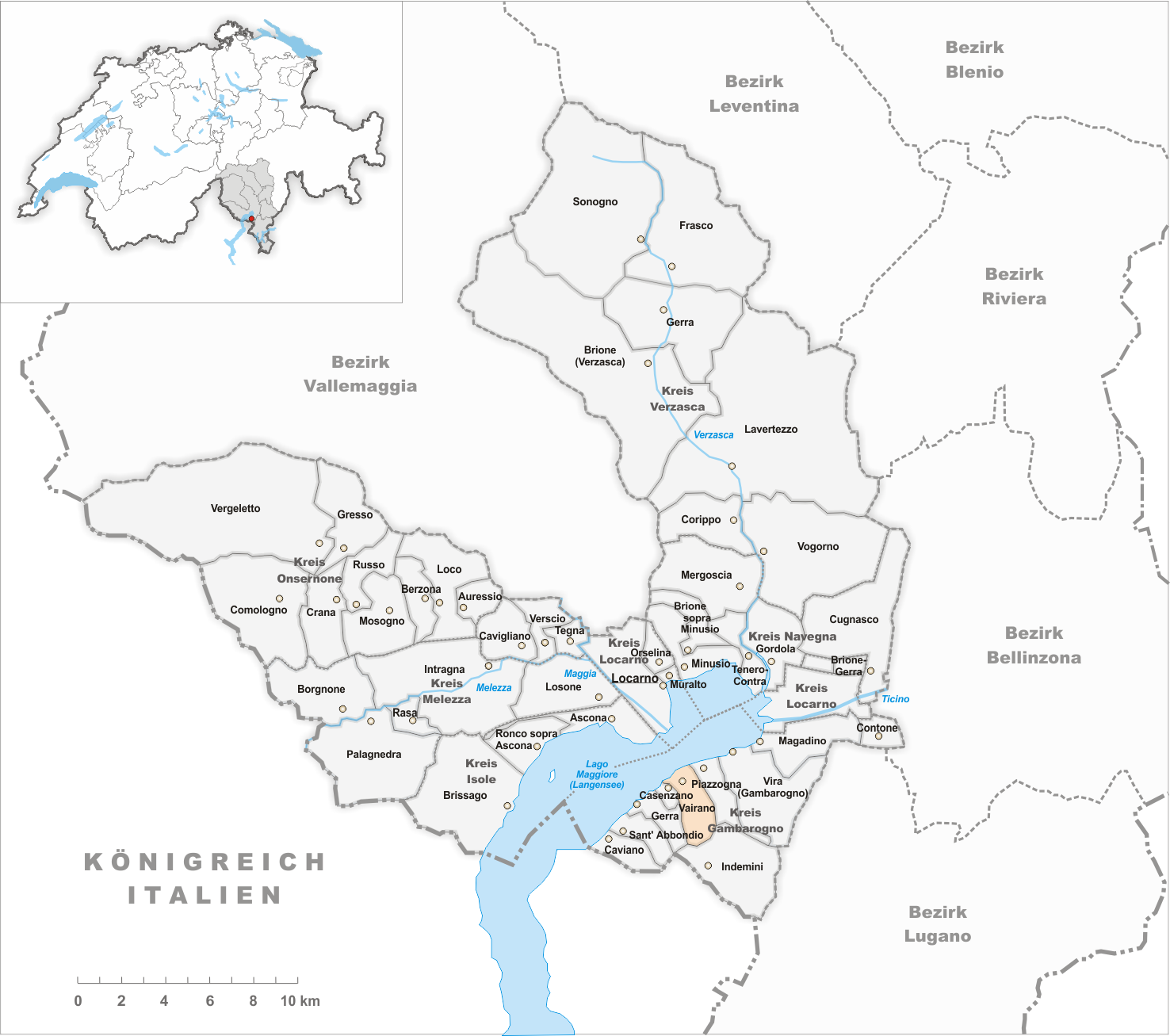
Gemeindestand vor der Fusion am 1. Januar 1930

Dörfer Vairano und Casenzano

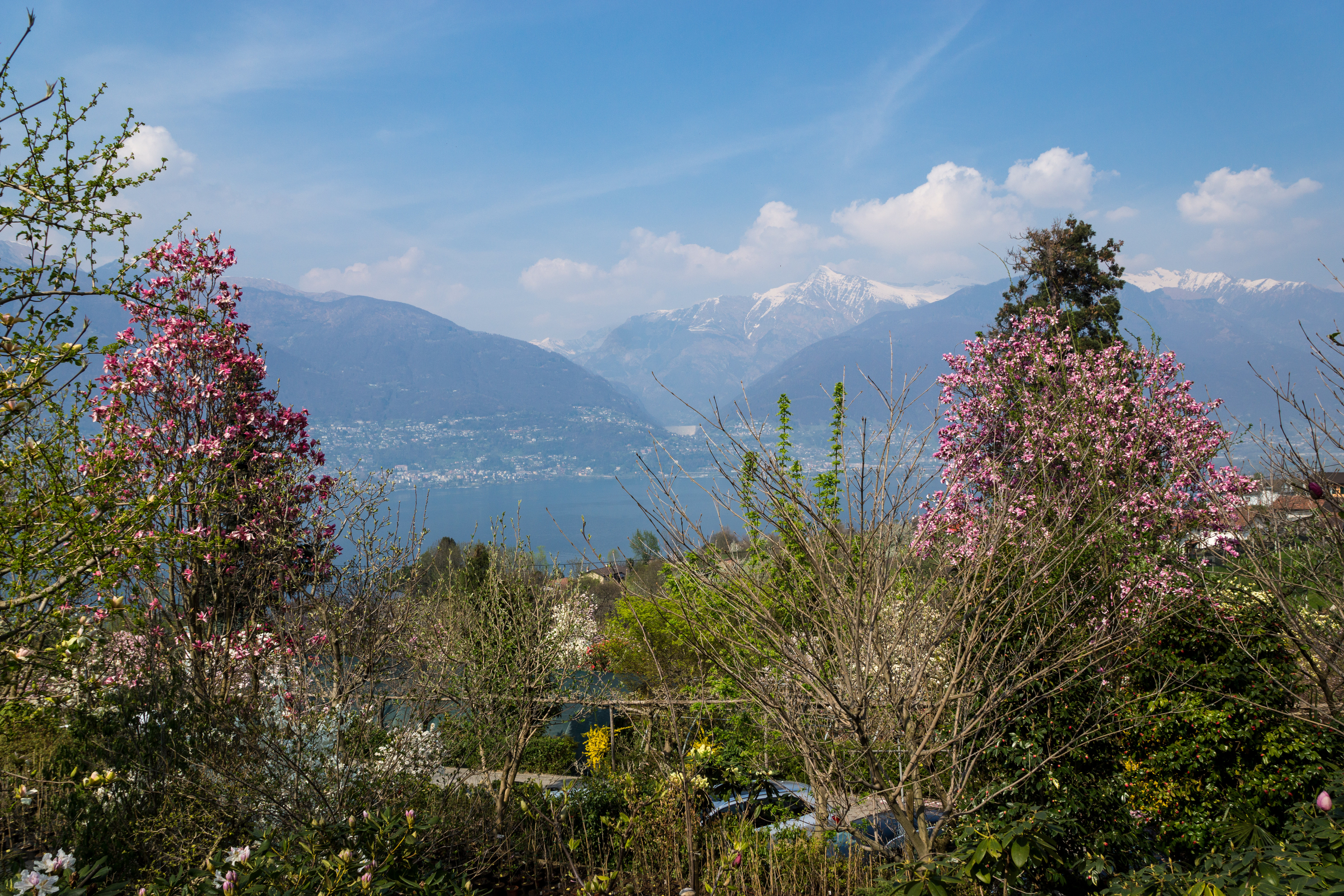
Botanischer Garten Eisenhut

Vairano war eine selbstständige politische Gemeinde im Bezirk Locarno, im Kanton Tessin, in der Schweiz. 1930 fusionierte Vairano mit der Gemeinde Casenzano zur Gemeinde San Nazzaro, die ihrerseits 2010 in der Gemeinde Gambarogno aufging.

## Geographie
Das Dorf liegt 392 m ü. M. auf einer Terrasse 199 m über dem linken Ufer des Lago Maggiore und einen Kilometer südlich der Station San Nazzaro TI der Bahnstrecke Cadenazzo–Luino der Schweizerischen Bundesbahnen.

## Geschichte
Das Dorf Vairano mit Casenzano war Gemeinde schon vor 1670 und verschmolz 1929 mit Casenzano zur neuen Gemeinde San Nazzaro TI.

## Bevölkerung
| Bevölkerungsentwicklung | Bevölkerungsentwicklung | Bevölkerungsentwicklung |
| ----------------------- | ----------------------- | ----------------------- |
| Jahr                    | 1591                    | 1920                    |
| Einwohner               | 40 Haushaltungen        | 244                     |

## Sehenswürdigkeiten
- Oratorium San Rocco (17. Jahrhundert)[2]
- Parco botanico (botanischer Garten) del Gambarogno, erstellt von Otto Eisenhut[2].

## Kundgebungen
- San Roccosfeiertag.
- Im Oktober la castagnata im Dorf.

## Persönlichkeiten
- Familie Antognini aus Mailand kam 1730 nach Vairano, wo sie das Bürgerrecht erwarb.[3]
  - Domenico Antognini (1770–1834), Politiker, Tessiner Grossrat und Staatsrat
  - Benigno Antognini (1837–1902), Rechtsanwalt, Notar, Richter am Appellationsgericht, Politiker, Tessiner Grossrat und Staatsrat.
- Aldo Massarotti (* 1922 in Acquarossa ?; † 27. September 2016 in Tenero) (Bürgerort Campo (Blenio)),  Doktor der Chemie, Direktor des Laboratorio chimico cantonale in Lugano[4]